# The Message (chanson de Grandmaster Flash and the Furious Five)
Pour les articles homonymes, voir The Message.
The Message est une chanson de hip-hop old-school de Grandmaster Flash and the Furious Five sortie en single en 1982 sur le label Sugar Hill Records et produite par Ed Fletcher, Clifton « Jiggs » Chase (en) et Sylvia Robinson. Elle sera plus tard incluse dans l'album homonyme.
Véritable hymne historique du hip-hop, le morceau est l'un des premiers (en tout cas le premier à être diffusé sur support discographique) à introduire un discours politiquement et socialement engagé, au travers du récit par un habitant du Bronx de ses frustrations et combats au quotidien, et influencera durablement une large frange de la production rap ultérieure.
La chanson a été écrite par le musicien de session de Sugar Hill, Ed « Duke Bootee » Fletcher, et le MC des Furious Five, Melle Mel. Flash et les autres membres du crew sont crédités sur le disque mais n'ont en réalité pas participé à son enregistrement.

## Héritage musical
Le riff (Courte phrase musicale, à la mélodie simple et au rythme marqué, répétée par l'orchestre dans l'exécution d'un morceau de jazz) de synthétiseur de la chanson a été samplé par de nombreux artistes connus de la scène rap, notamment Ice Cube sur Check Yo Self, Puff Daddy sur Can't Nobody Hold Me Down, Ahmad sur Only If You Want It ou encore par Kery James pour la chanson Relève la tête.
Le refrain, « Don't push me 'cuz I'm close to the edge (...) » (« ne me pousse pas, parce que je suis près du bord »), est devenu l'une des phrases emblématiques de l'histoire du rap. Ce sont deux figures de style, qui, combinées, ont un sens à la fois littéral et figuré ; il est à bout de forces et est sur le point de craquer ; le stress de la vie dans le ghetto l'épuise. De façon générale ses paroles (bien qu'avec certaines variations) ont été reprises dans de nombreuses chansons par des artistes comme Immortal Technique (Obnoxious) Andre Nickatina (Jungle et The Stress Factor), AZ (Sunshine), Mos Def (Close Edge), Talib Kweli (Broken Glass), Snoop Dogg (2 of Amerikaz Most Wanted, Gangbangin 101), Coolio (County Line), Mickey Avalon (Waiting to Die), dead prez (Psychology), Common (Book of Life), Ice Cube (Check Yo Self) ou Montréal $ud (Dead Obies).

## Accueil critique
Le magazine Rolling Stone a placé The Message au 51e rang de son classement des « 500 plus grandes chansons de tous les temps » ; il s'agit de la chanson des années 1980 la mieux placée, et du plus haut rang pour une chanson de hip-hop.
En 2002, elle fait partie des 50 enregistrements ajoutés au Registre national des enregistrements (National Recording Registry) de la Bibliothèque du Congrès ; c'est le premier enregistrement de hip-hop à recevoir cet honneur.
La chanson a également été utilisée par le gouvernement britannique dans une vidéo dans le cadre d'une campagne de sécurité routière.
On peut entendre The Message sur l'une des radios disponibles en voiture dans le jeu vidéo Grand Theft Auto: Vice City (sorti en 2002), et dans les musiques du jeu Scarface: The World Is Yours (2006). La chanson a fait l'objet de plusieurs reprises plus ou moins célèbres, quelquefois parodiques.
En 2007, pour le 25e anniversaire du hit, Melle Mel change son pseudonyme pour Mele Mel, et sort le single M3 - The New Message, pour son premier album studio en solo. La même année, Grandmaster Flash and the Furious Five est la première formation de hip-hop à devenir membre du Rock and Roll Hall of Fame.

## Héritage idéologique
Comme le souligne John McWhorter, « Le rap des premiers temps était essentiellement une musique joyeuse et festive » (« Early rap was mostly just happy party music »), et The Message marque dans une certaine mesure une inflexion de cette tendance. La postérité s'est focalisée sur les paroles du refrain, qui finit par « It’s like a jungle sometimes, it makes me wonder how I keep from going under » (« C'est comme une jungle quelquefois, je me demande comment je parviens à ne pas plonger »). Dans son ensemble la chanson fait une description de la triste vie dans les ghettos, mais sans la magnifier ni l'exalter, comme le feront dans le futur de nombreux rappeurs hardcore, en particulier ceux du gangsta rap. La chanson « conseillait plutôt à ses auditeurs de résister (...) mais le 'message' que la chanson a laissé dans la conscience collective est simplement la lamentation passive contenue dans ce refrain ».
D'ailleurs, si à la fin du clip les musiciens sont arrêtés et emmenés par la police, le tout se passe dans une relative candeur et sans violence.

## Classement
- Billboard Hot 100 : N° 62
- UK Singles Chart : N° 8